# Delusional (canción de Kesha)
«Delusional» es una canción de la cantautora estadounidense Kesha. Fue lanzada el 29 de noviembre de 2024 por su propio sello discográfico homónimo como el segundo sencillo de su sexto álbum de estudio Period (2025). El sencillo fue escrito y producido por ella misma junto a Zhone y coescrito con Madison Love.

## Antecedentes y lanzamiento
Kesha había publicado un adelanto de la canción en sus redes sociales el 20 de septiembre de 2024.El 20 de noviembre, Kesha lanzó el video musical oficial de su sencillo, «Joyride». Cuando termina el video, aparece en la pantalla un enlace de pre-guardado para el próximo sencillo de su sexto álbum de estudio.

## Composición
«Delusional» es una balada pop «cargada de emociones», que muestra la vulnerabilidad de Kesha y tiene una duración de tres minutos y quince segundos. Líricamente, la canción ve a la cantante confrontando a un ex que parece incapaz de enfrentar la realidad.

## Controversia
El uso de inteligencia artificial para la portada del sencillo fue criticado. La portada muestra una "montaña" de bolsos de cuero con el título de la canción pintado con aerosol en cada uno de ellos, con algunos errores ortográficos de la palabra "delusional" en varios de ellos. Kesha no ha abordado las reacciones negativas.

## Lista de canciones
Descarga digital y streaming:
1. "Delusional" - 3:15
2. "Delusional (Main Version)" - 3:34
3. "Joyride" - 2:30

## Posicionamiento en listas
| Chart (2024)                        | Mejor posición |
| ----------------------------------- | -------------- |
| Nueva Zelanda Hot 40 Singles (RMNZ) | 27             |